# Institut Philippe-Pinel
Pour les articles homonymes, voir Pinel.
L'Institut Philippe-Pinel est un hôpital psychiatrique universitaire à haute sécurité situé à Montréal au Québec (Canada).
Affilié à l'Université de Montréal (Réseau universitaire intégré de santé de l’Université de Montréal), il est le seul hôpital au Canada à fournir l'ensemble des services spécialisés en psychiatrie légale, c’est-à-dire l'évaluation, le traitement et la réhabilitation de patients atteints de maladies mentales associées à des comportements violents.
Il est nommé en l'honneur du médecin français Philippe Pinel.

## Histoire
L’histoire de l’Institut national de psychiatrie légale Philippe-Pinel est intimement liée à l’évolution de la psychiatrie légale au Québec et au Canada. Avant sa création, les patients psychiatriques jugés dangereux ou impliqués dans des affaires criminelles étaient principalement envoyés à l’Asile des détenus aliénés de Bordeaux, fondé en 1927, qui accueillait des malades en provenance des hôpitaux québécois. Cet asile, qui comptait 350 patients en 1935, a vu sa population atteindre un sommet de 1 137 en 1959. À l’époque, la prison de Bordeaux servait de facto d’urgence psychiatrique pour les cas difficiles, certaines familles n’ayant d’autre recours que de faire arrêter un proche pour qu’il puisse être hospitalisé.
Face à cette situation, la Commission Bédard, en 1961, recommande la création d’un hôpital psychiatrique à sécurité maximale. Dès 1962, un comité formé par les docteurs Lucien Panaccio, Bruno M. Cormier et Camille Laurin est mis en place pour concevoir un établissement moderne répondant aux besoins spécifiques de cette clientèle. En 1963, le gouvernement du Québec décide officiellement de construire un hôpital psychiatrique destiné à remplacer celui de Bordeaux. La Corporation de l’Institut Philippe-Pinel est créée en 1964, et la construction de l’hôpital débute en 1965. L’établissement ouvre ses portes en 1970 sous la direction du Dr Lionel Béliveau, qui y instaure une philosophie des soins unique au Québec. L’Institut compte alors 292 lits et offre des services spécialisés pour une clientèle psychiatrique particulièrement difficile, accueillant des patients de toutes les régions du Québec, des établissements pénitentiaires et du réseau de la santé.
L’Institut développe ensuite son expertise en psychiatrie légale et met en place diverses unités spécialisées, dont les premières unités d’expertises psycholégales (1972), une unité pour adolescents (1972), et une unité pour les patients présentant des troubles de déviance sexuelle (1979). Il devient également un acteur clé en recherche et en formation, s’affiliant à l’Université de Montréal en 1976 et initiant la création de l’Académie internationale de droit et de santé mentale en 1985. En 1988, il inaugure le Centre de psychiatrie légale de Montréal, en partenariat avec les ministères de la Sécurité publique, de la Justice et de la Santé et des Services sociaux.
L’Institut continue d’évoluer au fil des décennies, ouvrant en 1996 sa première unité mixte (hommes-femmes) et mettant en place en 1997 l’Urgence psychosociale-justice (UPS-J) pour mieux desservir la clientèle psychiatrique et judiciaire du Centre-Sud de Montréal. Il développe également de nouvelles approches, comme l’ouverture d’un laboratoire en cyberpsychologie en 2007 et d’une unité d’évaluation et de traitement pour les femmes incarcérées souffrant de troubles mentaux en 2004.

## Activités
Cet institut est le seul hôpital au Canada spécialisé dans la réhabilitation des patients qui ont des problèmes à la fois psychiatriques et juridiques. Il est affilié à l'Université de Montréal et à quelques collèges d'enseignement général et professionnel.
Pinel offre des services de clinique externe ainsi qu'un programme pour les délinquants sexuels. Les hommes et les femmes sont admis, mais les hommes sont beaucoup plus nombreux. La dangerosité des patients est déterminée par des consultations avec les cliniciens. Trois mille livres sont conservés par son service de documentation.

## Les quatre parties de la mission de Pinel
- Évaluation des patients
- Éducation des résidents médicaux et des étudiants
- Enquêtes psychologiques et biologiques sur les causes de la violence
- Prévention de la violence

## Recours collectif
En mars 2009, un recours collectif intenté contre l’Institut Philippe-Pinel de Montréal a été réglé hors cour pour un montant d’un million de dollars canadiens, après sept ans de procédures judiciaires. Ce recours, initié en 2002 par le cabinet Plamondon Ladouceur Avocats, portait sur des allégations de violations systématiques des droits des patients, notamment l’usage excessif et injustifié de la contention et de l’isolement, des pratiques de fouilles corporelles invasives, ainsi que des transferts de patients menottés et détenus dans des cellules des palais de justice, en violation des normes éthiques et légales en vigueur.
L’enquête menée dans le cadre du litige a révélé que l’Institut soumettait ses patients à des traitements considérés comme dégradants et inhumains, souvent sans justification médicale ou légale, et que certaines de ces pratiques relevaient davantage d’une logique de contrôle institutionnel que d’un réel besoin thérapeutique. Le rapport du Protecteur du citoyen et l’expertise d’un spécialiste en médecine légale ont mis en lumière des manquements graves à la législation québécoise sur la santé et les services sociaux.
Le règlement du recours collectif a non seulement conduit à une compensation financière, mais a également entraîné des engagements de la part de l’Institut Philippe-Pinel pour modifier ses protocoles. Parmi les mesures adoptées figurent l’abandon du menottage systématique lors des transferts de patients non criminels, la fin de la détention de patients psychiatriques dans les quartiers cellulaires des palais de justice, une réglementation plus stricte sur l’usage de l’isolement et de la contention, ainsi qu’une refonte des politiques internes afin d’assurer une meilleure protection des droits des patients.